# Лосице
Лосице (пољ. Łosice) град је у Пољској у Војводству мазовском. По подацима из 2012. године број становника у месту је био 7120.

## Становништво
| 2012. |
| ----- |
| 7.120 |